# Jan z Messenpeku
Jan z Messenpeku (narozen před rokem 1406, zemřel po roce 1466) byl šlechtic (rytíř), dobrodruh (loupeživý rytíř) a husitský spojenec, který v neklidných dobách husitských válek a po nich, dovedl získat značný majetek.

## Život
Narodil se před rokem 1406 Jiřímu z Messenpeku a jeho ženě Anně. Jeho otec byl kastelán na Oravském hradě. Za dob husitských válek, stejně jako jeho otec bojoval po boku uherského a českého krále Zikmund Lucemburský proti husitským vojskům. Byl pravděpodobně i správcem některých králových hornouherských statků. Zde získal postavení (v Uhrách a Rakousích) a byl znám jako "Pan Jan" (němechy "herr Jan"). V listině vydané v Ružomberku v roce 1425 je uváděn jako "Pan de Mespec alias de Hluck". V tomto roce je poprvé doložen jako kastelán královského hradu Likava v Liptovské stolici.
Nejspíše roku 1430 přešel na stranu husitů. V roce 1431 se vypravil s husitským oddílem znovu do hornouherského Liptova. V noci z 26. na 27. září  toho roku se zmocnil hradu Likava. Byla to odveta královně Barboře Celjské, která jej patrně v roce 1430 zbavila funkce kastelána na tomto hradě. Na Likavě se tak usídlila husitská posádka. 
V roce 1431 pohrozil městu Kremnica, že jej obsadí a vypálí do základů. Kremničtí Němci o tom hned podali zprávu Barboře Celjské. Město Kremnica tou dobou bylo známo svými zlatonosnými doly a královskou mincovnou. Panovnice odpověděla Kremnickým listem ze dne 23. října 1431, že město napadnout může, ale ona je svými vojsky ochrání. Toto konání byla pouhá lest. Skutečným cílem bylo město Nitra. V témže roce z Lednického hradu uspořádal tažení na Horní Nitru. Dobyl Prievidzu a Topoľčany.
V roce 1434 je zmíněn na Moravském sněmu (4. března). V témže roce na Moravě zavládl mír, byl Jan z Messenpeku získán zpět do služeb Zikmunda Lucemburského. Jeho nástupce Albrecht II. Habsburský, měl vypořádat Zikmundovy sliby. Když se tak nestalo, tak v roce 1439 se Jan z Messenpeku, spolu s Vilém Puklicou z Pozořic a jeho synem Burianem, zmocnil města Uherský Brod, hradu a zboží Topoľčany.
V tomto období se jeho spojencem stal Pankrác ze Sv. Mikuláše a Branče (uherský magnát). Messenpek se účastnil jako žoldnéř i bojů o uherskou korunu. Stál v opozici proti Janu Tovačovskému z Cimburka. V roce 1444 byl přinucen k poslušnosti (zemským hejtmanem) a opuštění hradu Helfštýna. Tuto situaci vyřešil tak, že své zadlužené helfštýnské panství, které mu Páni z Kravař odmítali zaknihovat do zemských desek, směnil s Vokem ze Sovince za rožnovské, vsetínské a valašskomeziříčské statky. Vok ze Sovince si od nechal něj podepsat záruku oddlužení nabytého majetku (Helfštýnské panství), tedy: "ačby jej kto nařekl o zboží Helfenštejnské právem zemským." Jan z Messenpeku pak musel vsetínské statky odprodat bratřím Mikuláši, Janovi a Zikmundovi ze Šaumburka. Po prodeji vsetínského panství on a jistý Jan Čapek ze Sán a Hukvaldu bojuje v Uhrách, Rakousích i Slezsku.
Jan z Messenpeku měl za manželku Žofku z Mohylna. Z tohoto svazku se dospělého věku dožila dcera Alžběta, provdaná za Jindřicha Supa z Fulštejna a syn neznámého jména (Hlucký mladý), jehož ženou se stala jistá Regina.
Na přelomu dubna a května 1449 oblehla vojska moravských stavů město Skalica - sídlo Pankráce ze Sv. Mikuláše a Branče. Za moravské stavy byl k vyjednávání s loupeživým Pankrácem určen jako jeden ze čtyř šlechticů i Jan z Messenpeku. Respektem, který budil, dosáhl toho, že padouch souhlasil s výkupem svých východomoravských hradů Sehradice a Světlov, ze kterých: "mnohé a rozličné záhuby jsú se zemi tejto od mnohých let dály“ a smírným urovnáním spáchaných křivd. V zájmu Poděbradské jednoty a celé Moravy se dostal do křížku i s nepokojným Bernardem Šumperským z Cimburka.
Někdy v polovině 15. století se stal členem východomoravského branného spolku. S ním vedl záští proti některým hornoslezským knížatům. Rozhodčí výrok v konfliktu pak vynesl zemský hejtman moravský Jan Tovačovský z Cimburku na Tovačově a Jan Mukař z Kokor u Přerova. To bylo doloženo v listu, který je psán, datován a dán na Horním Hlohově v den sv. Augustina (28. srpna) roku 1457.

### Osobnost
Dle historických zdrojů muselo jít o silnou osobnost, která byla známá svými výpady a nájezdy na panství svých nepřátel. Historické záznamy nevypovídají nic o tom, že by byl nějak napaden.

### Jméno v historických zdrojích
V historické literatuře je znám jako Jan z Messenpeku, byl psán také jako: Jan z Hluku a z Rožnova (1406), Jan z Messenpeku a na Rožnově (1447), Jan Hlucký z Rožnova či prostě Jan Hlucký (1464), Jan Hlucký z Messenpeku (1466), Jan z Messenpeku a z Helfenšteina. Někdy je jeho příjmení psáno jako z Mesmpeku.

## Hospodář

### Majetek
Od roku 1420 do roku 1434 (1436) držel Hluk, který získal po rodičích, Jiřím z Messenpeku a jeho ženě Anně. Po smrti svého bratra (Jiří mladší z Messenpeku, po otci) panství prodal a vložil do zemských desek bratřím Ctiboru a Arklebovi z Kunovic.
V letech 1434 až 1444 držel hrad Helštýn.
V roce 1441 se spolu s Petrem Romanem z Vítovic, s Mikulášem Bítovským sešel na hradě Šaumburku, kdy zde 22. února napsali stížnost Alžbětě Lucemburské, o nevyplacení žoldu spolu s pohrůžkou: že chtějí „svého dobývati s Boží pomocí, jakž kolvěk budeme moci“. O měsíc později, v březnu 1441, obsadili Svatý Jur (slovensky Svätý Jura), kde vymáhali dávky od poddaných jednoho z ručitelů za vyplacení slíbené částky, hraběte Juraje z Pezinku.
V polovině 15. století si zvolil jako své sídlo hrad v Rožnově pod Radhoštěm, který v 60. letech 15. století prodal Janu z Cimburka, který byl přední důvěrník krále Jiřího z Poděbrad.
Okolo roku 1459 držel Vsetínské panství.
Svůj rozsáhlý majetek si neudržel na dlouho. Vydržování vlastních žoldnéřů byla v té době nutnost, ale také nákladná záležitost. Jan z Messenpeku díky svým dluhům musel prodávat jeden majetek za druhým, nebo o něj prostě přicházel nuceným převodem.

### Poddaní
Dle historiků šlo o velmi zdatného úředníka a hospodáře. Za doby, kdy byl kastelánem na Likavě se věnoval kolonizaci a získávání půdy. Stejně jako ostatní část šlechty si uvědomoval svou závislost na poddaných, resp. na výdobytcích jejich práce.
V roce 1446 povolil Meziříčským postavit solnici. Vzdal se na ní práv (nároků) jak pro sebe, tak i pro své potomky.
V roce 1459 (19. prosince) vystavil jistému Martinu Bartoňovi, fojtovi Horní Rokytnice (dnes Lhota u Vsetína), listinu, kterou obnovil jeho práva, která mu udělili jeho předchůdci, ale také mu dal svolení k výstavbě pily na místě, které si sám určí.
V roce 1462 obnovil bratrům Jindřichu a Václavovi svobodu fojtství v Zubří.

## Smrt
Okolo roku 1466 byl již tak zadlužen, že se jeho věřitele vzdali snahy o vymáhání, exekuci. Jan z Messenpeku zemřel "chudý jako kostelní myš" po roce 1466. Místo úmrtí a pochování není známo.